# Aldemar
Aldemar dos Santos (Rio de Janeiro, 7 novembre 1931 – Recife, 21 gennaio 1977) è stato un calciatore brasiliano, di ruolo difensore.